# Argyrocosma albipunctata
Argyrocosma albipunctata är en fjärilsart som beskrevs av W. Warren 1897. Argyrocosma albipunctata ingår i släktet Argyrocosma och familjen mätare. Inga underarter finns listade i Catalogue of Life.